# Hvězdoslav Stefan
Hvězdoslav Stefan (14. března 1920 Hradec Králové – 7. února 2009 Hradec Králové) byl český lékař – světově uznávaný dětský urolog a chirurg, vědec a pedagog, profesor Lékařské fakulty Univerzity Karlovy v Hradci Králové. Specializoval se na urogenitální operace. Jako první v Československu v roce 1980 úspěšně operoval a oddělil siamská dvojčata.

## Rodina
Hvězdoslav Stefan se narodil do známé královéhradecké vlastenecké rodiny. Jeho otec MUDr. Libor Kristian Stefan byl generálem zdravotnictva československé armády. Hvězdoslav byl nejmladším z jeho sedmi synů. Hvězdoslavův starší bratr Benignus Štefan padl jako letec RAF v roce 1943. Jejich dědečkem byl spisovatel, historik a pedagog Kristian Stefan.
Hvězdoslav Stefan byl třikrát ženatý.

## Život
Hvězdoslav Stefan se narodil v Hradci Králové, vystudoval tam nejprve základní školu a poté Rašínovo klasické gymnázium, kde maturoval v roce 1940. Následně navázal jednoročním abiturientským kurzem na Obchodní akademii v Chrudimi. Spolu s bratrem Benignem se přihlásil do akce „1000 nových pilotů republice“, pro svůj nízký věk ale zvládl do okupace absolvovat jen teoretickou část.
Po německé okupaci Československa v roce 1939 se stejně jako jeho bratři zapojil do ilegálního odboje a aktivně si počínal v odbojové organizaci Obrana národa. Podílel se na distribuci a ukrývání zbraní po československé armádě. Po vzoru svých tří starších bratrů, kteří v roce 1939 ilegálně odešli bojovat do zahraničních armád, se také začal připravovat na odchod do zahraničí. Při ilegálním přechodu německo-švýcarské hranice byl v roce 1941 zatčen. Rok byl držen ve vyšetřovací vazbě ve Feldkirchu. Lidový soud (Volksgericht) v Norimberku nad ním vynesl rozsudek 2. června 1942. Hvězdoslav Stefan byl odsouzen a dostal trest 15 let káznice za velezrádné pokusy a napomáhání nepřátelům říše a 10 let ochranné vazby po vykonání trestu. Vězněn byl poté stejně jako tisíce dalších československých politických vězňů v trestnici v bavorském Bayreuthu. Po osvobození věznice v dubnu 1945 se v květnu vrátil do Československa. Spolupracoval s velitelstvím americké armády a státními orgány a byl jmenován vládním komisařem pro město Nejdek. Válku však nepřežili dva jeho starší bratři. Hvězdoslav se po válce stal členem ve Svazu protifašistických bojovníků i Svazu osvobozených politických vězňů.
V roce 1945 v mimořádném letním semestru zahájil studium medicíny na Lékařské fakultě Univerzity Karlovy v Praze. Během studia pracoval jako dobrovolník v Ústavu patologické anatomie prof. Heřmana Šikla. Promoval v roce 1949. Poté začal pracovat jako sekundář na ORL a chirurgickém oddělení v Kolíně. Po komunistickém převratu byl nucen nastoupit jako vojenský lékař do armády a v roce 1952 byl převelen na nově založenou Vojenskou lékařskou akademii v Hradci Králové. Tam získal řadu zkušeností a dovedností díky vedení akademikem prof. Janem Bedrnou, jehož byl nejmladším žákem. Na vojenské akademii působil až do jejího zrušení v roce 1958. V roce 1958 byl z politických důvodů uvolněn z armády a převeden do civilní služby. Pokračoval na Lékařské fakultě Univerzity Karlovy v Hradci Králové, kde se věnoval urologii a pediatrické chirurgii. Od roku 1958 tak pracoval jako ordinář urologického oddělení. V urologii chtěl pokračovat i v dalších letech, jenže tehdejší vedení fakultní nemocnice mu to neumožnilo, protože neměl důvěru KSČ. Z toho důvodu mu byla nabídnuta možnost pracovat jako vedoucí lékař nově ustanoveného oddělení dětské chirurgie a urologie. Od roku 1960 tak působil jako ordinář a vedoucí lékař oddělení dětské chirurgie a urologie chirurgické kliniky Fakultní nemocnice v Hradci Králové. Vybudoval zařízení, které po vzoru  anglosaských pediatricko-chirurgických pracovišť poskytovalo komplexní péči o chirurgicky nemocné děti do věku 15 let. V roce 1982 se mu dokonce podařilo osamostatnit oddělení dětské chirurgie, které v letech 1982–1989 vedl jako primář. Dětskou chirurgií a urologií se tak intenzivně zabýval takřka 30 let v období let 1960–1989, a hradecké pracoviště za něho získalo mezinárodní věhlas. V roce 1989 odešel do důchodu, avšak dále se věnoval medicíně. V roce 1990 byl rehabilitován a povýšen do vojenské hodnosti plukovníka. V letech 1991–2004 působil jako konzultant pro dětskou urologii na Urologické klinice hradecké fakultní nemocnice. Následně byl ještě tři roky (do roku 2007) smluvním odborným lékařem.
V rámci své akademické dráhy v roce 1967 obhájil disertační práci Komplikující choroby zdvojené ledviny, a obdržel titul CSc. Hned o rok později (1968) byl habilitován docentem chirurgie na základě habilitační práce Aganglionární megacolon. Na udělení profesury musel vzhledem ke svým politickým postojům čekat až do období po sametové revoluci. V roce 1992 se stal profesorem dětské chirurgie na základě práce Extrofie močového měchýře. Roku 1998 se stal emeritním profesorem lékařské fakulty UK v Hradci Králové. Navázal a rozvíjel odbornou spolupráci s klinikou dětské chirurgie v polské Wroclawi a spřátelil se přednosty této instituce profesorem Janem Slowikovskim a jeho nástupcem profesorem Jerzym Czernikem.

## Odborné zaměření
Hvězdoslav Stefan se věnoval širokému spektru témat v rámci urologie i chirurgie, např. Hirschprungově chorobě, problematice vody, elektrolytů a vnitřního prostředí v chirurgii nebo problematice umělé ledviny a hemodialýzy, které zavedl jako jeden z prvních v Československu. Zabýval se novorozeneckou chirurgií, otázkami spojenými s atreziemi zažívací roury a s vezikoureterálním refluxem. V jeho zájmu byla i chirurgie ledvinných anomálií, problematika neurogenního měchýře  a plastické  operace močového  měchýře. Velkou odbornou  pozornost směřoval k tématu intersexu a metodám rekonstrukční genitoplastiky i dětské onkochirurgii.
Mezi jeho odborné priority v československé medicíně patřily: zavedení radikální komplexní léčby rhabdomyocarkomu u dětí, kombinovaná léčba Wilmsova nádoru, funkční rekonstrukce extrofi e močového měchýře, rekonstrukční genitoplastika a úspěšně oddělení srostlých dvojčat.
Mezi jeho významné počiny patří:
- popis a laboratorní a histologická dokumentace případů dysgeneze gonád (1957)

- zavedení radikální komplexní léčby rabdomyosarkomu u dětí (1957)
- sestavení a uvedení do provozu druhé umělé ledviny v Československu (1958)
- diagnostika a komplexní léčba karcinomu štítné žlázy u dětí (1963),
- funkční rekonstrukce exstrofického močového měchýře s epispadií u dívky (1963)
- vypracování a mezinárodní zavedení světově uznávané rekonstrukční genitoplastiky, která je po něm označována jako „Stefanova operace“ (1963)
- racionální modifikace Duhamelovy operace a způsob rektální biopsie u aganglionárního megakolonu (1969)
- zavedení kombinované léčby oboustranného Wilmsova tumoru
- úspěšné oddělení srostlých (siamských) dvojčat v novorozeneckém období (1980)

## Publikační činnost
Je autorem více než 180 článků v českých i zahraničních časopisech. Zajímal se také o historii lékařství, a tak ze sedmi monografií jsou dvě věnovány medicíně jako takové a pět historii lékařství. V roce 1954 publikoval monografii o Karlu Rokitanském, která se v roce 2015 dočkala i nového vydání a za níž obdržel mimořádnou cenu České urologické společnosti ČLS JEP za rok 2006. Přednášel na více než 300 domácích i zahraničních kongresech a konferencích. Po oddělení siamských dvojčat byl mj. pozván na kongres do Anglie.
Příklady prací z historie lékařství:
- Stefan, H. (1954): Karel Rokitanský
- Stefan, H. (1957): Předchůdci klinické nemocnice v Hradci Králové. Hradecký kraj, 159–167.
- Stefan, H. (1965): Za profesorem Janem Levitem (1884–1944). Lékařské zprávy Lékařské fakulty Karlovy univerzity v Hradci Králové, 10(3/4), 94.[11]
- Stefan, H. (2003): Významní lékaři absolventi hradeckých latinských škol a gymnázia. In: Příspěvky k dějinám královéhradeckého středního školství. Hradec Králové: Balustráda.

Byl i jedním ze členů autorského kolektivu, který napsal knihu Lékařská fakulta Univerzity Karlovy v Hradci Králové 1945–1995.

## Ocenění
Za činnost v odboji a dobu vězení byl vyznamenán v roce 1946 prezidentem Edvardem Benešem Československým válečným křížem 1939 a vyznamenáním za zásluhy I. stupně. Vyznamenání převzal z rukou tehdejšího ministra národní obrany generála Ludvíka Svobody.
Za svůj přínos pro dětskou chirurgii a urologii obdržel několik ocenění. Byl nositelem 7 medailí (z toho 1 zahraniční) a dalších 2 cen za vědecký přínos v oboru medicíny. Za svou celoživotní práci byl v září 2004 oceněn nejvyšším českým chirurgickým vyznamenáním – diplomem a medailí Karla Maydla. V roce 2005 u příležitosti 85. narozenin převzal stříbrnou pamětní medaili Lékařské fakulty Univerzity Karlovy v Hradci Králové. Byl čestným členem tří společností České lékařské společnosti Jana Evangelisty Purkyně, Polské společnosti dětských chirurgů a Německé chirurgické společnosti. Od roku 1967 byl také voleným zámořským členem britské pediatricko-chirurgické společnosti (British Association of Pediatric Surgeons).

## Zájmy
Byl aktivním sportovcem, provozující vodní turistiku, a také členem Sokola. Mezi jeho záliby patřila i myslivost.